# Elezioni primarie del Partito Repubblicano del 1936 (Stati Uniti d'America)
Le elezioni primarie del Partito Repubblicano statunitense del 1936 sono il processo di selezione nel quale il Partito Repubblicano degli Stati Uniti ha scelto i delegati che hanno partecipato al Convegno Nazionale Repubblicano del 1936, nel quale è stato nominato il candidato unico alla Presidenza per le elezioni del 1936.

## Visione d'insieme dei risultati
Gli Stati votano secondo un calendario stilato dal Comitato Nazionale Repubblicano.